# 达达木图镇
达达木图乡，是中华人民共和国新疆维吾尔自治区伊犁哈萨克自治州伊宁市下辖的一个乡。

## 行政区划
达达木图乡下辖以下地区：
布拉克社区、布拉克村、乌拉斯台村、达达木图村、下苏拉宫村和诺改图村。